# Грег Уилсън
Грег Уилсън е диджей и продуцент, предимно свързван с ранната електросцена в Манчестър.
Роден е през 1960 година в Уаласи, Мърсисайд. Започва да се занимава с диджейство на 15-годишна възраст, заедно със своя приятел Дерек Келси (по-късно станал известен под псевдонима Дерек Кай). В самото начало Грег е популярен със свирене на джаз фънк заглавия покрай работата му в клуб, намиращ се в Ню Брайтън през периода 1975-1980 г. В началото на 1980-те години Уилсън се премества в легендарния Wigan Pier, търсейки новото звучене, което може да бъде добавено до джаз фънк линията на свирене.
Редом с водещия му интерес към черната музика вечерите, в които Уилсън свири в Wigan Pier, са смесица от соул, фънк и диско. Уилсън получава покана за резиденция в клуб Legend, чиито изяви в сряда вечер дават първи досег на публиката до заглавия като Peech Boys, D-Train и Afrika Bambaataa.
През 1983 година, Грег Уилсън е поканен да започне резиденция в обновения и наново отворен The Haçienda клуб в Манчестър, започвайки първите денс вечери на клуба. Постигнат е успех и това помага на клуба да развие репутация на място, където се следват формиращите тенденции в музиката.
Въпреки успехите през 1984 година Уилсън се оттегля от диджейството, за да сформира групата Broken Glass. Работи с Ruthless Rap Assassins по продуцирането на 2 техни албума и други издания, също като автор на ремикси и продуцент за други музиканти като Yello или Kiss AMC.
Завръща се на диджей сцената през 2003 година и „Музиката е по-добрата вечер“ в Манчестър същата година се очертава като катализатор за Уилсън, който е канен на участия за клубни вечери из Обединеното кралство повече от всякога.